# Bâra
Bâra è un comune della Romania di 1 902 abitanti, ubicato nel distretto di Neamț, nella regione storica della Moldavia.
Il comune è formato dall'unione di 3 villaggi: Bâra, Negrești, Rediu.

## Storia
Alla fine del XIX secolo, il comune faceva parte dell'area di Siret de Sus della contea romana ed era costituito dai villaggi di Bârs-sat, Bâra-târg, Oteleni e Balomireşti, con un totale di 1 865 abitanti; nel comune c'erano tre chiese. L'annuario Socec del 1925 riporta l'adesione dei villaggi di Călugăriţa-Negreşti (precedentemente Stănița) e Prince Carol; il comune faceva parte della stessa rete e contava 2 246 abitanti. Nel 1931, i villaggi del comune furono Bâra, Călugăriţa-Negreşti, Oțeleni, Prince Carol e Rediu (presi dal comune di Doljești), e verso la fine del periodo tra le due guerre il comune divenne la residenza di I.G. Duca della stessa contea. Dopo l'istituzione del regime comunista, il villaggio di Prince Carol si chiamava Satu Nou.
Nel 1950, il comune fu trasferito nella regione di Bacău (tra il 1952 e il 1956 nella regione di Iași). Nel tempo, il villaggio di Oțeleni si è separato, formando un comune indipendente; e nel 1964 il villaggio di Călugăriţa-Negreşti fu chiamato Negreşti. Nel 1968 il comune passò alla contea di Neamţ, poi il villaggio di Satu Nou fu abolito e fuse con il villaggio di Rediu, e il villaggio fu aggiunto ai villaggi di Boghicea, Căuşeni, Nistria e Slobozia della comune di Boghicea, abolito. Il comune di Boghicea è stato nuovamente separato nel 2005.